# Едър змиярник
Едър змиярник е растение, балкански ендемит от род Dracunculus. Известно е и с имената Драконовски арум (Dragon Arum), Черен арум (Black Arum), Вуду лилия (Voodoo Lily), Змийска лилия (Snake Lily), Воняща лилия (Stink Lily), Черен дракон (Black Dragon), Драконовска билка (Dragonwort), в България се нарича още Голям змиярник или Обикновен дракункулус, а в Гърция Дракондия (Drakondia).

## Разпространение
Видът е радпространен на Балканския полуостров предимно в Гърция, основно на остров Крит, а също и в югозападната част на Анатолия. В България е разпространен единствено в района на възвишението Кожух близо до Рупите. Видът е интродуциран в САЩ и днес вирее в щатите Орегон, Калифорния и Тенеси, среща се и на карибския остров Пуерто Рико.

## Описание
Растението достига на височина до 90 cm. Листата са с дължина 20 cm и са разделени на отделни сегменти. Дръжките на листата и стеблата са с кафяви петна, които придават вид на змийска кожа. Прицветникът е с вълнообразен край и дължина до 45 cm. Отвън е бледо зелен, а отвътре пурпурно червен. Спандиксът е тъмнопурпурен и е еднакъв по дължина с прицветника.
Основните опрашители на вида са предимно бръмбари и по-рядко мухи. Те биват привличани от изключително неприятната миризма на разлагащо се месо или развалена риба отделяни от растението.

## Приложение в медицината
Преди около 25 века в трактата на древногръцкия философ Теофраст „Enquiry into Plants“ е записано, че грудката на едрия змиярник не е едлива, но може да се използва във фармацията. Той обаче не споменава за какво точно се прилага. Днес изследванията сочат, че грудките на Обикновения дракункулус от векове са използвани за лечение на ревматизъм, а семената за лечение на хемороиди.
Отделни части на растението могат да се използват за лечение на рак, а във ветеринарната медицина като обезпаразитяващо средство и като лек за заболявания по кожата на животните.